# Ellen Hayes
Pour les articles homonymes, voir Hayes.
Ellen Amanda Hayes (23 septembre 1851 – 27 octobre 1930) est une mathématicienne et astronome américaine. Dans l'Amérique du XIXe siècle, elle a lutté contre la sous-représentation des femmes dans les sciences, et soutenu plusieurs autres causes radicales.

## Formation et carrière
Hayes est née à Granville, dans l'Ohio. Elle est l'aînée des six enfants de Charles Coleman et Ruth Rebecca (Wolcott) Hayes. À l'âge de sept ans elle est scolarisée à la Centerville school, une classe unique publique, et à seize ans elle enseigne dans une école rurale pour des raisons financières. En 1872 elle entre au département préparatoire à l'Oberlin College où elle est admise comme auditrice libre en 1875. Elle y étudie principalement les mathématiques et les sciences.
Hayes obtient un B.A. à Oberlin en 1878 et commence à enseigner au Adrian College. De 1879 à sa retraite en 1916, elle enseigne au Wellesley College, où elle devient directrice du département de mathématiques en 1888 et cheffe du nouveau département de mathématiques appliquées en 1897. Hayes est également active en astronomie : elle détermine l'orbite de l'astéroïde (267) Tirza, en travaillant à l'observatoire Leander McCormick.
Hayes est jugée comme ayant un fort caractère ; selon un de ses collègues, elle doit quitter la direction du département de mathématiques en raison de polémiques sur sa politique d'admission. Dans son enseignement des mathématiques elle est également controversée : publiquement incroyante, elle met en question la véracité de la Bible devant les étudiants, et s'habille de façon utilitaire au lieu de porter des vêtements à la mode. Ses standards en matière d'éducation sont élevés : elle donne la note D à plus de la moitié de ses étudiants lors de sa première année où elle enseigne à partir de son ouvrage de trigonométrie. Malgré son style rigoureux, elle inspire le respect à ses étudiants.

## Femmes en mathématiques
Hayes est soucieuse de la sous-représentation des femmes en mathématiques et en sciences. Elle l'explique par la pression sociale, une trop grande attention accordée à l'apparence féminine, le manque d'offres d'emploi dans ces domaines pour les femmes et le manque d'écoles permettant aux étudiantes de choisir les filières mathématiques et scientifiques.

## Combats sociaux
Hayes est une personnalité controversée non seulement parce que c'est l'une des rares professeures de mathématiques dans l'Amérique du XIXe siècle, mais aussi pour ses engagements pour des causes radicales comme la mise en question de la Bible et les conventions genrées en matière de vêtement, le droit de vote, les ligues de tempérance, le socialisme, la grève du textile à Lawrence en 1912 et l'affaire Sacco et Vanzetti
Cela apparaît dans l'histoire du Wellesley College:

« A dauntless radical all her days, in the eighties she was wearing short skirts; in the nineties she was a staunch advocate of Woman's Suffrage; in the first two decades of the twentieth century, an ardent Socialist. After her retirement, and until her death in 1930, she was actively connected with an experiment in adult education for working girls. Fearless, devoted, intransigent, fanatical, if you like, and at times a thorn in the flesh of the trustees, who withheld the title of Emeritus on her retirement, she is remembered with enthusiasm and affection by many of her students. »

— History of Wellesley College, 
Elle est candidate du Parti socialiste des États-Unis pour le Massachusetts Secretary of State en 1912. Elle est alors la première femme dans l'histoire de l'état à postuler pour un poste de ce niveau fédéral. Elle n'a pas gagné, mais reçoit davantage de votes que n'importe quel autre candidat socialiste lors du scrutin (2500 de plus que leur candidat au poste de gouverneur). Durant la Révolution Russe, malgré le sentiment anti-Rouges (en), elle récolte des fonds pour les orphelins russes et continue à défendre le socialisme. À l'âge de 76 ans, elle est arrêtée pour avoir participé à une marche de protestation contre l'exécution de Nicola Sacco et Bartolomeo Vanzetti.
En 1929 elle part à West Park (en), dans l'état de New York pour enseigner à la Vineyard Shore School à des ouvrières de l'industrie, malgré sa douleur liée à l'arthrite.
Elle décède le 27 octobre 1930. Selon sa volonté, son cerveau est légué à la Wilder Brain Collection (en) de l'Université Cornell.

## Prix et distinctions
En 1891, Ellen Hayes est l'une des six premières femmes élues membres du New York Mathematical Society, devenue plus tard l' American Mathematical Society.

## Publications
Durant ses années au Wellesley College, elle a écrit plusieurs livres :
- Lessons on Higher Algebra (1891)[4]
- Elementary Trigonometry (1896)[5]
- Algebra for High Schools and Colleges (1897)[6]
- Calculus with Applications, an Introduction to the Mathematical Treatment of Science (1900)[7]
- Letters to a College girl (1909)[8],
- Wild Turkeys and Tallow Candles (1920)[9], un récit de la vie à Granville.
- The Sycamore Trail (1929)[10],[3]. roman historique.